# Mittlere Pederspitze
Die Mittlere Pederspitze ist ein 3462 m s.l.m. (nach anderen Angaben auch 3466 m) hoher Berg in den Ortler-Alpen in Südtirol. Er erhebt sich in der Untergruppe der Laaser Berge zwischen dem Martelltal und dem Laaser Tal und ist Teil des Nationalparks Stilfserjoch.

## Lage und Umgebung
Die Mittlere Pederspitze ist der höchste der zahlreichen Gipfel, die im Kamm zwischen dem Martelltal und dem Laaser Tal aufragen. Der genannte Kamm verläuft im Teilbereich der Mittleren Pederspitze in West-Ost-Richtung. Die nächstgelegenen Gipfel sind im Westen die nahezu gleich hohe Schildspitze (3461 m) und im Osten die Äußere Pederspitze (3406 m). Ehemals war die Mittlere Pederspitze vollständig von Gletscherflächen umschlossen. Während sich nordseitig immer noch der Laaser Ferner erstreckt, sind die einst südseitig gelegenen Gletscher (Mittlerer und Äußerer Pederferner) verschwunden.

## Alpinismus
Die erste bekannte Besteigung der Mittleren Pedespitze datiert auf den 8. August 1868. Damals erreichten Julius Payer, Johann Pinggera und namentlich nicht bekannte Jäger den Gipfel. Dabei waren sie vom Martelltal aus über das Pedertal und zuletzt den Mittleren Pederferner aufgestiegen. Auf dem Gipfel besorgte Payer mehrere Stunden lang kartografische Aufnahmen. Anschließend überschritten Payer und seine Begleiter den Grat zur Schildspitze und erreichten zuletzt noch über das Rosimjoch und den Laaser Ferner den Hohen Angelus.
Die Besteigung der relativ selten besuchten Mittleren Pederspitze erfordert heute keine Gletscherberührung mehr. Vom Martelltal aus führt ein markierter Anstieg durch das Pedertal zur Schildspitze, von dort ist die Mittlere Pederspitze durch eine Gratüberschreitung schnell erreichbar. Alternativ sind vom Pedertal auch mit leichter Kletterei verbundene direkte Anstiege möglich.